# Liste der Marktrainsteine (Waldsassen)
Marktrainsteine in Waldsassen
CM-Steine (Curiae Marca, Hofmarksbegrenzung), 1693; in der Flur rings um Waldsassen; von den ursprünglich 70 Steinen befindet sich einer im Stiftlandmuseum, in der Flur sind noch folgende 28 erhalten:
| Lage                       | Objekt    | Beschreibung                                                                   | Akten-Nr.     | Bild |
| -------------------------- | --------- | ------------------------------------------------------------------------------ | ------------- | ---- |
| Marktrainsteine (Standort) | CM-Steine | Nr. 14; an der Böschung des zugefüllten Mühlbaches.                            | D-3-77-158-41 | BW   |
| Marktrainsteine (Standort) | CM-Steine | Nr. 1; an der Gartenmauer vor Mitterteicher Straße 31.                         | D-3-77-158-36 | BW   |
| Marktrainsteine (Standort) | CM-Steine | Nr. 50; am Waldrand zwischen Schützenstraße und Stationsweg.                   | D-3-77-158-53 | BW   |
| Marktrainsteine (Standort) | CM-Steine | Nr. 56; oberhalb der Schrebergärten.                                           | D-3-77-158-55 | BW   |
| Marktrainsteine (Standort) | CM-Steine | Nr. 15; am Wirtsberg, abgesprengte obere Hälfte im Stiftlandmuseum Waldsassen. | D-3-77-158-42 | BW   |
| Marktrainsteine ()         | CM-Steine | Nr. 23; auf dem Egnermühlweg kurz vor der Egnermühle.                          | D-3-77-158-44 |      |
| Marktrainsteine ()         | CM-Steine | Nr. 28; im Staatswald zwischen Neualbenreuther Straße und Egnermühle.          | D-3-77-158-48 |      |
| Marktrainsteine ()         | CM-Steine | Nr. 36; im Hatzenwinkel am Waldrand.                                           | D-3-77-158-50 |      |
| Marktrainsteine ()         | CM-Steine | Nr. 39; am Teichausfluss unter dem Bien-Garten.                                | D-3-77-158-52 |      |
| Marktrainsteine ()         | CM-Steine | Nr. 69; oberhalb der Treppe zum Sauerbrunnen-Park.                             | D-3-77-158-63 |      |
| Marktrainsteine ()         | CM-Steine | Nr. 61; links am Groppenheimer Weg.                                            | D-3-77-158-58 |      |
| Marktrainsteine ()         | CM-Steine | Nr. 8; an der südwestlichen Ecke des Altenheimgrundstücks.                     | D-3-77-158-38 |      |
| Marktrainsteine ()         | CM-Steine | Nr. 59; in einem Schrebergarten.                                               | D-3-77-158-57 |      |
| Marktrainsteine ()         | CM-Steine | Nr. 68; am Wiesenrain oberhalb des Sauerbrunnen-Parks.                         | D-3-77-158-62 |      |
| Marktrainsteine ()         | CM-Steine | Nr. 11; am Neuenteich, südlich vom Altenheimgrundstück.                        | D-3-77-158-40 |      |
| Marktrainsteine (Standort) | CM-Steine | Nr. 55; am Schnellerweg.                                                       | D-3-77-158-54 | BW   |
| Marktrainsteine (Standort) | CM-Steine | Nr. 57; am Eck des Schrebergartengebiets.                                      | D-3-77-158-56 | BW   |
| Marktrainsteine (Standort) | CM-Steine | Nr. 62; oberhalb der Konnersreuther Straße.                                    | D-3-77-158-59 | BW   |
| Marktrainsteine (Standort) | CM-Steine | Nr. 2; an der Grenze zum Bahndamm.                                             | D-3-77-158-37 | BW   |
| Marktrainsteine (Standort) | CM-Steine | Nr. 25; im Staatswald am Hang zur Egnermühle.                                  | D-3-77-158-45 | BW   |
| Marktrainsteine (Standort) | CM-Steine | Nr. 26; im Staatswald zwischen Neualbenreuther Straße und Egnermühle.          | D-3-77-158-46 | BW   |
| Marktrainsteine (Standort) | CM-Steine | Nr. 27; im Staatswald zwischen Neualbenreuther Straße und Egnermühle.          | D-3-77-158-47 | BW   |
| Marktrainsteine (Standort) | CM-Steine | Nr. 35; im Hatzenwinkel am Waldrand.                                           | D-3-77-158-49 | BW   |
| Marktrainsteine (Standort) | CM-Steine | Nr. 37; an der Mammersreuther Straße vor Waldbeginn.                           | D-3-77-158-51 | BW   |
| Marktrainsteine (Standort) | CM-Steine | Nr. 65; unterhalb der Konnersreuther Straße.                                   | D-3-77-158-60 | BW   |
| Marktrainsteine ()         | CM-Steine | Nr. 9; an der südöstlichen Ecke des neuen Altenheimgrundstücks.                | D-3-77-158-39 |      |
| Marktrainsteine ()         | CM-Steine | Nr. 21; am Egnermühlteich.                                                     | D-3-77-158-43 |      |
| Marktrainsteine ()         | CM-Steine | Nr. 67; links vor dem Zugang zum Sauerbrunnen-Park.                            | D-3-77-158-61 |      |